# Broughton-in-Furness
Pour les articles homonymes, voir Broughton et Furness.
Broughton-in-Furness est une ville britannique située à la limite sud du parc national du Lake District, dans le comté anglais de Cumbria.
Elle se trouve près de la rivière Duddon, et jouxte le village côtier  de Foxfield (en) où elle se jette dans la mer.

## Historique
Broughton est mentionné à plusieurs reprises dans le Domesday Book, sous le nom de Broctun. L’agglomération s’est formée autour du XIe siècle, et a grandi en devenant un bourg où a fleuri le commerce des fruits l’agriculture comme de la pêche. L’obélisque au centre de la place du village a été construit à l'occasion du jubilé d’Or (50 ans de règne) du roi George III, en 1810, année précédant celle de la mise en place de la régence.
En 1859 ouvre la ligne de train du Chemin de fer de Furness (en) qui va jusqu’à la gare de Coniston (en), passant par la ville. Elle est fermée un siècle plus tard, en 1958. La gare la plus proche est à présent celle de Foxfield (en), à trois kilomètres au sud-ouest.
La création du parc national du Lake District dans les années 1950 a développé le tourisme, bien que le nord et l’est du parc accueillent plus de visiteurs.

## Personnalités liées à la ville
- Richard Cross (1er vicomte Cross) (1823-1914), homme politique anglais, y est né.

## Illustrations

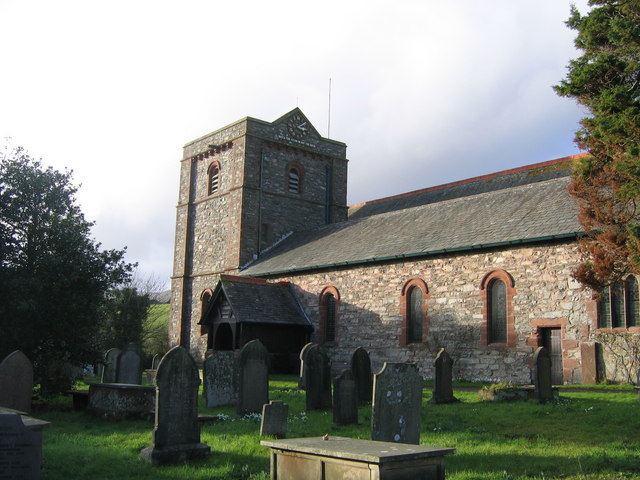
Église Sainte-Marie-Madeleine
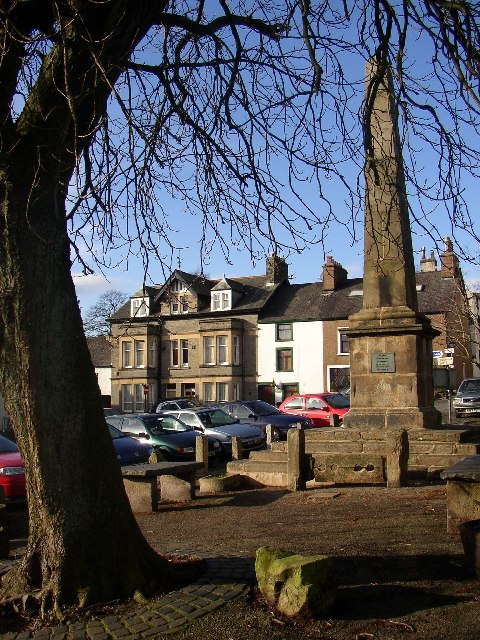
Place centrale et obélisque